# Amarra

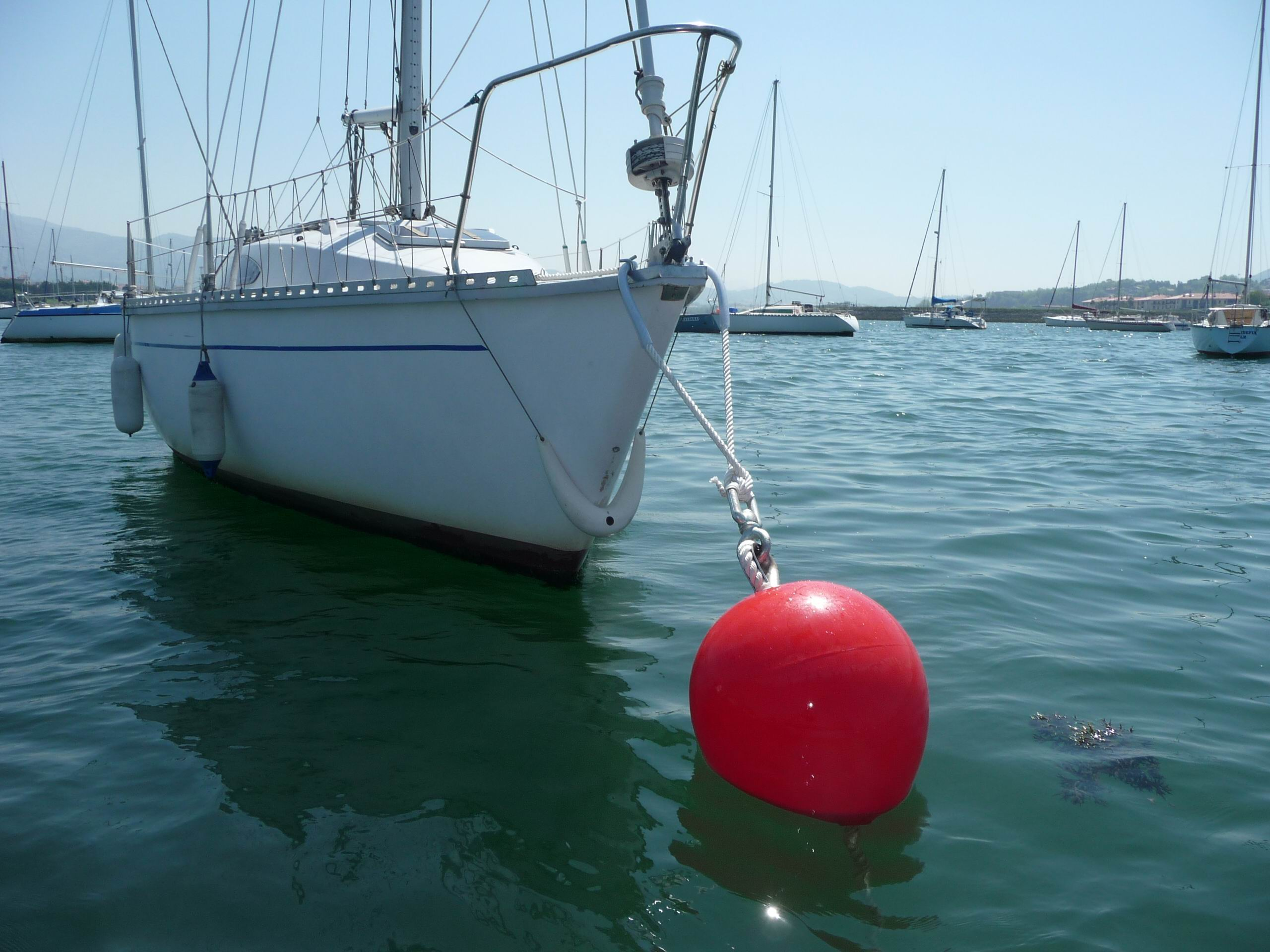
Boya y amarra de un barco fondeado

Amarra es la denominación general que se da a bordo a todo cabo y más especialmente a los cables o cadenas con que se sujetan o amarran los buques que están fondeados y sus embarcaciones menores. También se llama así a la totalidad o conjunto del cable o cadena y ancla que forman la amarradura y sujeción la arboleda.

## Expresiones relacionadas
- Amarra de través. Codera.
- Amarra fija. Cuerpo muerto, ancla de mucho peso y una sola uña
- Falsa amarra. Segunda amarra en ayuda de la principal que usan las embarcaciones menores de a bordo para amarrarse al costado o por la popa.
- Tender una amarra. Llevarla al paraje donde ha de hacerse firme, bien sea en objeto fijo, bien en ancla que se deja caer en el punto conveniente.
- Deshacerse sobre las amarras. Sostenerse el buque al ancla combatido furiosamente por las olas y los vientos en un fondeadero desabrigado.
- Perecer sobre las amarras. Naufragar aguantando un tiempo al ancla.
- Abandonar las amarras. Dar la vela dejando perdidas o abandonadas las anclas y cables para salvar al buque en un extremo apuro y riesgo de perderse,
- Picar las amarras. Picar cables.
- Levar las amarras. Levar las anclas.
- Reventar las amarras. Reventar los cables.
- ¡Amarra!. Voz de mando para que se haga Arme un cabo por haberse halado o arriado de él lo bastante.